# Allophorocera aldrichi
Allophorocera aldrichi là một loài ruồi trong họ Tachinidae.